# جاك ميلر (دراجات نارية)
جاك ميلر (بالإنجليزية: Jack Miller) مواليد 18 يناير 1995 في تاونسفيل، كوينزلاند، أستراليا، هو متسابق دراجات نارية أسترالي. نافس في سباقات بطولة العالم لفئة 125 سي سي. كما شارك في بطولة العالم للموتو جي بي.

## النتائج

### السباقات حسب السنة
(مفتاح) (السباقات بالخط العريض تشير لترتيب الانطلاق)
| السنة | الفئة      | الدراجة        | 1        | 2              | 3               | 4          | 5           | 6             | 7            | 8           | 9            | 10           | 11         | 12              | 13            | 14         | 15           | 16          | 17          | 18        | مركز  | نقاط |
| ----- | ---------- | -------------- | -------- | -------------- | --------------- | ---------- | ----------- | ------------- | ------------ | ----------- | ------------ | ------------ | ---------- | --------------- | ------------- | ---------- | ------------ | ----------- | ----------- | --------- | ----- | ---- |
| 2011  | 125 سي سي  | أبريليا        | قطر      | إسبانيا        | البرتغال        | فرنسا      | كتالونيا    | بريطانيا      | هولندا       | إيطاليا     | ألمانيا ل.ين | تشيك         | إنديانا    |                 |               |            |              |             |             |           | ن.غ.م | 0    |
| 2011  | 125 سي سي  | كي تي إم       |          |                |                 |            |             |               |              |             |              |              |            | سان مارينو 24   | أرغون         | اليابان 16 | أستراليا 23  | ماليزيا 16  | بلنسية ل.ين |           | ن.غ.م | 0    |
| 2012  | موتو 3     | هوندا          | قطر 25   | إسبانيا ل.ين   | البرتغال        | فرنسا ل.ين | كتالونيا 15 | بريطانيا ل.ين | هولندا ج.م.أ | ألمانيا 4   | إيطاليا 21   | إنديانا ل.يب | تشيك       | سان مارينو ل.ين | أرغون 19      | اليابان 19 | ماليزيا 13   | أستراليا 21 | بلنسية ل.ين |           | 23    | 17   |
| 2013  | موتو 3     | إف تي آر هوندا | قطر 16   | الأمريكتان 6   | إسبانيا ل.ين    | فرنسا 12   | إيطاليا 10  | كتالونيا 7    | هولندا 7     | ألمانيا 7   | إنديانا ل.ين | تشيك 7       | بريطانيا 7 | سان مارينو 5    | أرغون 13      | ماليزيا 6  | أستراليا 5   | اليابان 6   | بلنسية ل.ين |           | 7     | 110  |
| 2014  | موتو 3     | كي تي إم       | قطر 1    | الأمريكتان 1   | الأرجنتين 3     | إسبانيا 4  | فرنسا 1     | إيطاليا ل.ين  | كتالونيا 4   | هولندا ل.ين | ألمانيا 1    | إنديانا 3    | تشيك 5     | بريطانيا 6      | سان مارينو 3  | أرغون 27   | اليابان 5    | أستراليا 1  | ماليزيا 2   | بلنسية 1  | 2     | 276  |
| 2015  | موتو جي بي | هوندا          | قطر ل.ين | الأمريكتان 14  | الأرجنتين 12    | إسبانيا 20 | فرنسا ل.ين  | إيطاليا ل.ين  | كتالونيا 11  | هولندا ل.ين | ألمانيا 15   | إنديانا ل.ين | تشيك 19    | بريطانيا ل.ين   | سان مارينو 12 | أرغون 19   | اليابان ل.ين | أستراليا 15 | ماليزيا 17  | بلنسية 21 | 19    | 17   |
| 2016  | موتو جي بي | هوندا          | قطر 14   | الأرجنتين ل.ين | الأمريكتان ل.يب | إسبانيا 17 | فرنسا ل.ين  | إيطاليا ل.ين  | كتالونيا     | هولندا      | ألمانيا      | بريطانيا     | النمسا     | تشيك            | سان مارينو    | أرغون      | ماليزيا      | اليابان     | أستراليا    | بلنسية    | 22*   | 2*   |

* موسم مستمر.

## روابط خارجية
- جاك ميلر على موقع MotoGP.com (الإنجليزية)
- جاك ميلر على موقع AS.com (الإسبانية)